# 瑞玛·班达尔·沙特
瑞玛·班达尔·沙特公主（全名Reema bint Bandar bin Sultan bin Abdulaziz Al Saud）是沙烏地阿拉伯公主、同時也是一位企業家與慈善家。
生於沙特的利雅德，為班达尔·本·苏尔坦亲王和 Haifa bint Faisal 的女兒。Bandar bin Sultan 王子在1983年至2005年曾擔任沙特駐美國大使，因此瑞玛·班达尔·沙特公主在美國華盛頓特區长大，並於喬治華盛頓大學取得博物館研究學士學位。2005年，Reema 公主返回沙特，有感女性參與公共事務受到限制，因此在2008年成立組織 Alf Khair，為女性提供培訓和資源，讓她們加入社會勞動行列。瑞玛公主曾指，將女性納入勞動力，是一項「進化，而非西方化」（evolution, not Westernization） 。2016年8月1日，Reema 公主被任命為國家體育總局轄下女性體育部門的首長，外界期望這會是沙特放寬女性參與運動的預兆。
2019年2月，她被任命为沙特的第十一任驻美国大使，她的弟弟Khalid則成為沙特驻英国大使。